# 205 (numero)
Duecentocinque (205)  è il numero naturale dopo il 204 e prima del 206.

## Proprietà matematiche
- È un numero dispari.
- È un numero composto, con quattro divisori: 1, 5, 41 e 205. Poiché la somma dei suoi divisori (escluso il numero stesso) è 47 < 205, è un numero difettivo.
- È un numero semiprimo.
- È un numero omirpimes.
- È un numero 22-gonale e 34-gonale centrato.
- È un numero odioso.
- Può essere espresso in due modi diversi sia come somma che come differenza di due quadrati: 205=13²+6²=14²+3² e 205=23²-18²=103²-102².
- È parte delle terne pitagoriche (45, 200, 205), (84, 187, 205), (123, 164, 205), (133, 156, 205), (205, 492, 533), (205, 828, 853), (205, 4200, 4205), (205, 21012, 21013).
- È un numero palindromo nel sistema di numerazione posizionale a base 12 (151).
- È un numero fortunato.
- È un numero congruente.

## Astronomia
- 205P/Giacobini è una cometa periodica del sistema solare.
- 205 Martha è un asteroide della fascia principale del sistema solare.

## Astronautica
- Cosmos 205 è un satellite artificiale russo.

## Altri ambiti
- La Peugeot 205 è un modello di utilitaria prodotto dalla Peugeot dal 1983 al 1998.